# Obleva

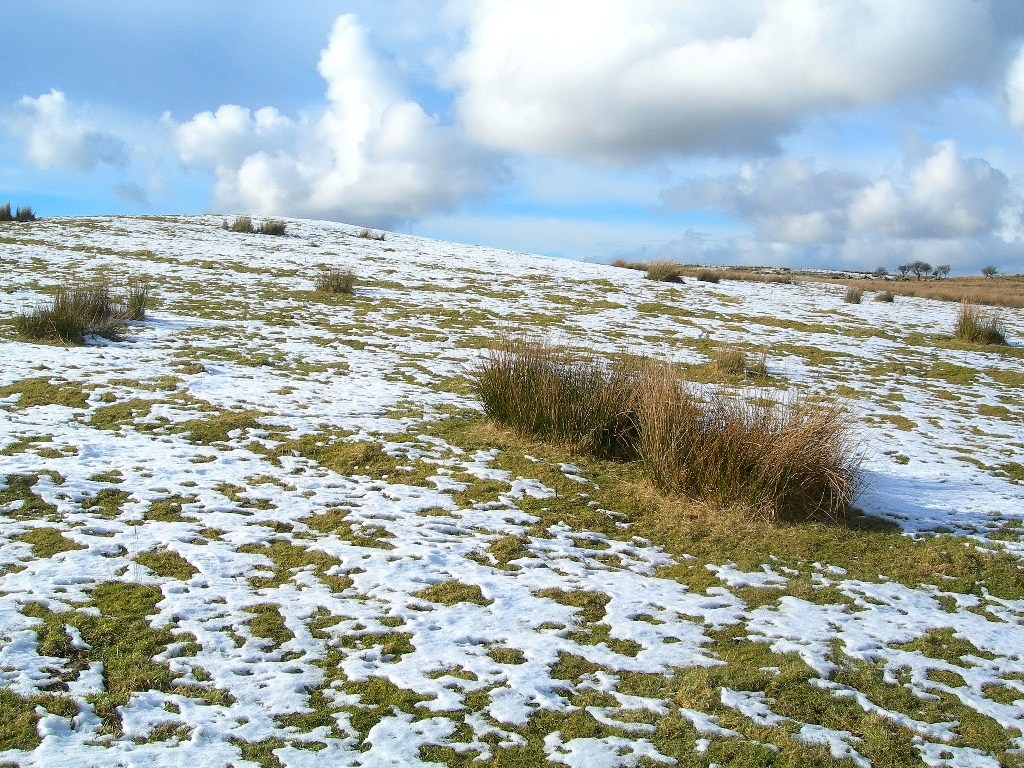
Typická obleva

Obleva je označení pro období, kdy dlouhodobě taje napadaný sníh. Je to vícedenní období, kdy se teplota drží dlouhodobě nad bodem mrazu. Podle množství napadaného sněhu a teplot může trvat den až několik týdnů.
Během oblevy se mění i stav samotného sněhu, sníh je mokrý, dobře drží při sobě a je snadno tvarovatelný. Později se mění i jeho vzhled tak, že nevypadá jako prach, ale spíš jako ledové kuličky naštosované do sebe a v poslední fázi tání už připomíná led. Několikrát přemrzlý sníh denním teplotám odolává mnohem lépe než čerstvý, ráno napadlý prašan, a tak se i po rychlém a výrazném úbytku sněhu stále drží vytrvale několik dní ostrůvky sněhu, přestože teploty stále stoupají.
K oblevě patří i tání ledu na vodních plochách. Během oblevy začíná růst prvních trav, nejznámější jsou v Česku sněženky a bledule. Během oblevy se voda z roztátého sněhu vsakuje do země, a proto je po oblevě země často podmáčená a zvyšuje se hladina řek, to platí hlavně pokud byla vysoká sněhová pokrývka.